# Теория на справедливостта
Теория на справедливостта е книга в областта на политическата философия и етика от Джон Ролс, която има значението на важно събитие. Тя е публикувана през 1971 и преиздадена с допълнения през 1975 (за преводните издания) и 1999. В Теория на справедливостта Ролс се опитва да реши проблема с дистрибутивната справедливост, като използва вариант на познатото средство на обществения договор. Теорията, която се получава като резултат, е позната като „Правосъдието като справедливост“, от която Ролс извлича два известни принципа на правосъдието: принцип на свободата и принцип на различието.

## Издания
На български
- Джон Ролс, Теория на справедливостта, изд. София-С. А., 1998

|  | Тази страница частично или изцяло представлява превод на страницата A Theory of Justice в Уикипедия на английски. Оригиналният текст, както и този превод, са защитени от Лиценза „Криейтив Комънс – Признание – Споделяне на споделеното“, а за съдържание, създадено преди юни 2009 година – от Лиценза за свободна документация на ГНУ. Прегледайте историята на редакциите на оригиналната страница, както и на преводната страница, за да видите списъка на съавторите. ВАЖНО: Този шаблон се отнася единствено до авторските права върху съдържанието на статията. Добавянето му не отменя изискването да се посочват конкретни източници на твърденията, които да бъдат благонадеждни. |